# شاخه عمقی عصب رادیال
عصب رادیال در حفره جلوی آرنج یا انته کوبیتال به دوشاخه سطحی (حسی) و عمقی (حرکتی) تقسیم می‌شود.
عصب زند زبرین از بین دو صفحه از ماهیچه برون‌گردان عبور کرده و ازسمت خارجی گردن زند زبرین به طرف خلف می‌پیچد و بین لایه‌های سطحی و عمقی عضلات به سمت پایین تا وسط ساعد ادامه می‌یابد. به شاخه عمقی عملکرد حرکتی را برای عضلات در قسمت خلفی ساعد فراهم می‌کند، که بیشتر ماهیچه‌های راست کننده یا اکستانسور انگشتان دست هستند.
عصب رادیالاز طناب خلفی شبکه بازویی بیرون می‌آید. طناب خلفی اعصاب را از تنه فوقانی، تحتانی و میانی می‌گیرد، بنابراین در نهایت عصب رادیال از شاخه‌های قدامی ریشه‌های اعصاب نخاعی گردنی C5 تا T1 تشکیل می‌شود.
عصب رادیال از زیر بغل عبور می‌کند که انرا مستعد به آسیب می‌کند. عصب ممکن است با عصا در زیر بغل تحت فشار قرار گیرد و باعث فلج ناشی از عصا شود. علائم آسیب به شاخه عمقی عصب رادیال به‌طور معمول شامل «افتادگی مچ» است که بصورت خم شدن یا فلکسیون انگشتان، دست و مچ است، زیرا ماهیچه‌های اکستانسور عصب‌گیری شده توسط عصب، فلج هستند. به دلیل آنکه شاخه عمقی شاخه حسی برای پوست ندارد و این عصب فقط عملکرد حسی رباط‌ها و مفاصل کارپ و متاکارپال را فراهم می‌کند، احساس طبیعی پوست حفظ می‌شود.
از آنجا که عصب برای رسیدن به خلف یا ناحیه پشتی از اطراف سر و گردن استخوان رادیوس عبور می‌کند، هنگام آسیب مفصل آرنج، به ویژه دررفتگی سر رادیوس، مستعد آسیب‌های کششی یا فشاری می‌شود. یکی دیگر از مناطق احتمالی گیر افتادگی عصب، قوسFrohse است، یک قوس فیبری که از قسمت پروگزیمال سر سطحی عضله سوپیناتور تشکیل شده‌است، که از زیر آن شاخه عمقی عصب رادیال عبور می‌کند. اندازه گذرگاه عصب متفاوت است. در برخی موارد فلج خود به خودی عصب، آزاد کردن این نوار فیبری، فشار بر عصب را حذف کرده و عملکرد عصب بازمی‌گردد.